# 李石樵
李石樵（り せきしょう）は台湾の画家。台湾第一世代の洋画家として知られ、"画家の画家"、"九段画家"と称される。
| スタブアイコン | サブスタブ | この項目は、まだ閲覧者の調べものの参照としては役立たない、人物に関連した書きかけの項目です。この項目を加筆・訂正などしてくださる協力者を求めています（P:人物伝/PJ:人物伝）。 |